# تشلينو أتانازيو
تشلينو أتانازيو (بالإيطالية: Cellino Attanasio)‏ هي بلدية في مقاطعة تيرامو في إقليم أبروتسو الإيطالي.

## السكان
في سنة 1861 بلغ عدد السكان 3٬078 نسمة، وتطور العدد ليصل في سنة 2011 لـ 2٬590 نسمة.
يظهر هذا المخطط البياني تطور النمو السكاني لـ تشلينو أتانازيو